# Urlando contro il cielo
Urlando contro il cielo è un brano musicale scritto e cantato da Luciano Ligabue, pubblicato come quarto singolo estratto dall'album Lambrusco coltelli rose & pop corn del 1991.
Per festeggiare il 25º anno dall'uscita di Urlando contro il cielo, il brano è stato suonato sia all'apertura che alla chiusura dei concerti del Liga Rock Park.

## Descrizione
Nonostante fosse stata composta già nell'anno del primo album, Ligabue decise di non pubblicarla in esso, ma la pubblicò l'anno successivo, all'interno dell'album Lambrusco coltelli rose & pop corn.
È uno dei brani più conosciuti del cantautore, diventato anche disco d'oro.

### Versione dal vivo
La versione live cantata dal pubblico, registrata nel 1991 durante il Neverending Tour e contenuta nell'album A che ora è la fine del mondo? del 1994, è il primo brano dal vivo inciso da Ligabue, secondo il quale questo pezzo non può mancare nei suoi concerti. L'audio è stato usato nel video musicale ufficiale.
Dal vivo la canzone prevede un'introduzione più lunga, infatti l'attacco della chitarra di Cottafavi è preceduto dalle variazioni del bridge e del ritornello eseguite al pianoforte da Giovanni Marani.

## Il testo
Ligabue racconta un episodio autobiografico realmente accaduto: un giorno, fermatosi in mezzo ad un campo isolato, ha iniziato spontaneamente ad "urlare contro il cielo" per dare sfogo e scaricare tutta la sua tensione interiore.

## Il video musicale
Diretto da Mario Zanot, il videoclip è stato prodotto per promuovere l'album Lambrusco coltelli rose & pop corn, contiene immagini live inedite ma con l'audio dal vivo pubblicato in A che ora è la fine del mondo? (1994).
- Videoclip ufficiale, su YouTube. URL consultato il 10 gennaio 2015.

Originariamente disponibile solo in videocassetta sull'home video Videovissuti e videopresenti del 1993 è stato in seguito incluso nei DVD Primo tempo del 2007 e Videoclip Collection del 2012, quest'ultimo distribuito solo nelle edicole.

## Tracce
Singolo 7" promo per jukebox (WEA Italiana, PROMO 445)
1. Urlando contro il cielo – 4:30 (Luciano Ligabue)

## Formazione
- Luciano Ligabue - voce

### Clan Destino
- Gigi Cavalli Cocchi - batteria
- Max Cottafavi - chitarra elettrica
- Luciano Ghezzi - basso
- Giovanni Marani - tastiere, pianoforte

## Classifiche
| Classifica (2008) | Posizione massima |
| ----------------- | ----------------- |
| Italia            | 29                |